# سازگاری (زیست‌شناسی)
در زیست‌شناسی، سازگاری (به انگلیسی: adaptation) یک ویژگی با نقش بنیادی در تاریخ زندگی یک جاندار می‌باشد که آن را در فرایند گزینش طبیعی پاسداری کرده و تکامل می‌دهد.
واژهٔ سازگاری هم می‌تواند برای وضعیت کنونی در سازگار شدن به‌کار برده شود و هم می‌تواند فرایند پویای تکامل که به سازگاری می‌انجامد را دربرداشته باشد.
سازگاری با هم‌هوایی (به انگلیسی: acclimatization) که ویژگی سازگاری اقلیمی یک ارگانیسم در آب‌وهوا یک محیط است، تفاوت دارد، زیرا هم‌هوایی خود یک نوع از انواع مختلف سازگاری در ارگانیسم‌ها است.
سازگاری به زیستن و توانایی زیستی جانداران یاری می‌رساند.